# Adrapsa retiata
Adrapsa retiata là một loài bướm đêm trong họ Noctuidae.